# Архиепархия Аякучо
Архиепархия Аякучо (лат. Archidioecesis Ayacuquensis) — архиепархия Римско-Католической церкви с центром в городе Аякучо, Перу. В митрополию Аякучо входит епархия Уанкавелики и территориальная прелатура Каравели. Кафедральным собором архиепархии Аякучо является церковь Пресвятой Девы Марии, имеющая статус малой базилики.

## История
20 июля 1609 года Святой Престол образовал епархию Уаманги, выделив её из епархии Куско. В этот же день епархия Уаманги вошла в митрополию Лимы. В 1681 году в Аякучо была открыта епархиальная семинария.
28 мая 1803 года епархия Уаманги передала часть своей территории новой епархии Майнаса (сегодня — Епархия Чачапояса).
5 февраля 1900 года епархия Уаманги передала часть своей территории новой территориальной прелатуре Укайяли (сегодня упразднённая).
23 мая 1943 года епархия Уаманги вступила в мирополию Куско.
18 декабря 1944 года, 21 ноября 1957 года и 28 апреля 1958 года епархия Уаманги передала часть своей территории новым епархии Уанкавелики, территориальной прелатуре Каравели и епархии Абанкая.
30 июня 1966 года Римский папа Павел VI издал буллу «Suprema ea usi», которой переименовал епархию Уаманги в епархию Аякучо, одновременно возведя её в ранг архиепархии.

## Ординарии архиепархии
- епископ Agustín de Carvajal (7.05.1612 — 1621)
- епископ Francisco Verdugo Cabrera (14.03.1622 — 20.07.1636)
- епископ Gabriel de Zarate (1.09.1637 — 1638)
- епископ Antonio Corderina Vega (26.05.1642 — 1649)
- епископ Andrés García de Zurita (1649 — 4.01.1650)
- епископ Francisco de Godoy (2.05.1650 — 1659)
- епископ Cipriano de Medina (16.02.1660 — 1664)
- епископ Vasco Jacinto de Contreras y Valverde (7.07.1666 — 2.03.1667)
- епископ Sancho Pardo de Andrade de Figueroa y Cárdenas (1671—1678)
- епископ Cristóbal de Castilla y Zamora (11.06.1678 — 8.11.1678)
- епископ Mateo Delgado (12.12.1689 — июля 1695)
- епископ Diego Ladrón de Guevara (11.04.1699 — 15.09.1704)
- епископ Francisco de Deza y Ulloa (17.02.1706 — 22.04.1722)
- епископ Alfonso López Roldán (30.08.1723 — 1740)
- епископ Francisco Gutiérrez Galeano (21.01.1745 — 1751)
- епископ Felipe Manrique de Lara (23.02.1750 — 1763)
- епископ José Luis de Lila y Moreno (29.08.1766 — 1769)
- епископ Miguel Moreno y Ollo (12.03.1770 — 11.09.1780)
- епископ Francisco López Sánchez (10.12.1781 — 2.03.1790)
- епископ Bartolomé Fabro Palacios (11.04.1791 — 10.07.1795)
- епископ Francisco Matienzo Bravo de Rivero (1796—1800)
- епископ José Antonio Martínez de Aldunate (26.03.1804 — 1810)
- епископ José Vicente Silva y Olave (1812—1816)
- епископ Pedro Gutiérrez de Coz (1818 — 13.03.1826)
  - Sede vacante (1826—1838)
- епископ Juan Rodríguez Raymúndez (17.09.1838 — ?)
- епископ Santiago José O' Phelan (12.07.1841 — 22.09.1857)
- епископ José Francisco Ezequiel Moreyra (27.03.1865 — 1874)
- епископ Juan José de Polo (19.01.1893 — 1899)
- епископ Fidel Olivas Escudero (19.04.1900 — 12.04.1935)
- епископ Francisco Solano Muente y Campos (30.05.1936 — 21.07.1939)
- епископ Victor Álvarez Huapaya (15.12.1940 — 2.03.1958)
- архиепископ Otoniel Alcedo Culquicóndor (28.08.1958 — 20.11.1979)
- архиепископ Federico Richter Fernández-Prada (20.11.1979 — 23.05.1991)
- архиепископ Хуан Луис Сиприани Торн  (23.05.1991 — 13.05.1995) — администратор
- архиепископ Хуан Луис Сиприани Торн (13.05.1995 — 9.01.1999) — кардинал с 21.02.2001 года
- архиепископ José Antúnez de Mayolo Larragán (9.01.1999 — 13.06.2001)
- архиепископ Luis Abilio Sebastiani Aguirre (13.06.2001 — 6.08.2011)
- архиепископ Salvador Piñeiro García-Calderón (с 6.08.2011)

## Источник
- Annuario Pontificio, Ватикан, 2007
- Булла Suprema ea usi Архивная копия от 3 февраля 2014 на Wayback Machine  (лат.)